# Janice Y. K. Lee
Janice Y. K. Lee (geboren 1972 in Hongkong) ist eine US-amerikanische Autorin.

## Leben
Janice Y. K. Lee wurde als Kind koreanischer Emigranten in der britischen Kronkolonie Hongkong geboren. Sie besuchte die Schule in den USA und studierte Literatur am Harvard College und machte später noch einen M.F.A. am Hunter College. Sie arbeitete als Redakteurin bei den Magazinen Elle und Mirabella und schrieb auch für die Zeitschriften Glamour, Travel und Leisure.
Ihr erster Roman The Piano Teacher stand 2009 für 19 Wochen auf der Bestsellerliste der New York Times. Er wurde in 26 Sprachen übersetzt.
Im Roman Die Klavierlehrerin beschrieb sie die Situation von Migranten in den 1940er und 1950er Jahren in Hongkong. In ihrem 2016 erschienenen zweiten Roman landen drei Frauen aus dem gegenwärtigen Amerika in Hongkong, um dort für einige Zeit als Expatriates zu leben. An der im Jahr 2024 veröffentlichten Serien-Verfilmung ihres Romans The Expatriates war Y. K. Lee als Produzentin und Drehbuchautorin beteiligt.
Lee ist verheiratet, hat vier Kinder und lebt in New York.

## Werke (Auswahl)
- The Piano Teacher. New York : Viking Penguin, 2008
  - Die Klavierlehrerin. Übersetzung Barbara Heller. München : Bertelsmann, 2010
- The Expatriates. New York : Viking Penguin, 2016